# منیر الحمداوی
منیر الحمداوی (زاده ۱۴ ژوئیهٔ ۱۹۸۴) بازیکن فوتبال اهل هلند است.
وی همچنین در تیم ملی فوتبال مراکش بازی کرده‌است.